# 20 Años: El show más feliz del mundo
20 Años: El show más feliz del mundo es un álbum en vivo de la banda argentina Los Caligaris. Fue grabado el 7 de octubre de 2017 en el Palacio de los Deportes en la Ciudad de México y se estrenó el 13 de abril de 2018.
El álbum se caracteriza por ser una recopilación de sus canciones a ritmo del rock, ska, cuarteto y cumbia. Asimismo, el álbum marca los 20 años de trayectoria artística de la banda. Se desprenden del mismo, algunos sencillos como: «Que corran», «Kilómetros», «Asado y Fernet» y «Razón» entre otros.
En este álbum, están incluidas las participaciones de Jorge Serrano, Franco Escamilla y Manuel Moretti.

## Lista de canciones
| N.º | Título                                  | Duración |  |
| 1.  | «La estanciera y yo»                    | 2:49     |  |
| 2.  | «Nadie es perfecto»                     | 6:26     |  |
| 3.  | «No estás»                              | 3:01     |  |
| 4.  | «Entre vos y yo»                        | 3:57     |  |
| 5.  | «Quereme así» (con Jorge Serrano)       | 4:31     |  |
| 6.  | «Mejilla izquierda»                     | 3:20     |  |
| 7.  | «El amor nunca pasa de moda»            | 4:41     |  |
| 8.  | «Olvidar / Oasis / Saber perder»        | 7:16     |  |
| 9.  | «La montaña»                            | 3:57     |  |
| 10. | «Frijoles»                              | 3:22     |  |
| 11. | «Cada vez»                              | 2:53     |  |
| 12. | «Vereda» (con Manuel Moretti)           | 3:34     |  |
| 13. | «Todos locos»                           | 2:28     |  |
| 14. | «Asado y Fernet» (con Franco Escamilla) | 4:14     |  |
| 15. | «Razón»                                 | 3:17     |  |
| 16. | «Kilómetros»                            | 5:04     |  |
| 17. | «Camello»                               | 3:13     |  |
| 18. | «Que corran»                            | 5:58     |  |